# ひろしまドッグぱーく

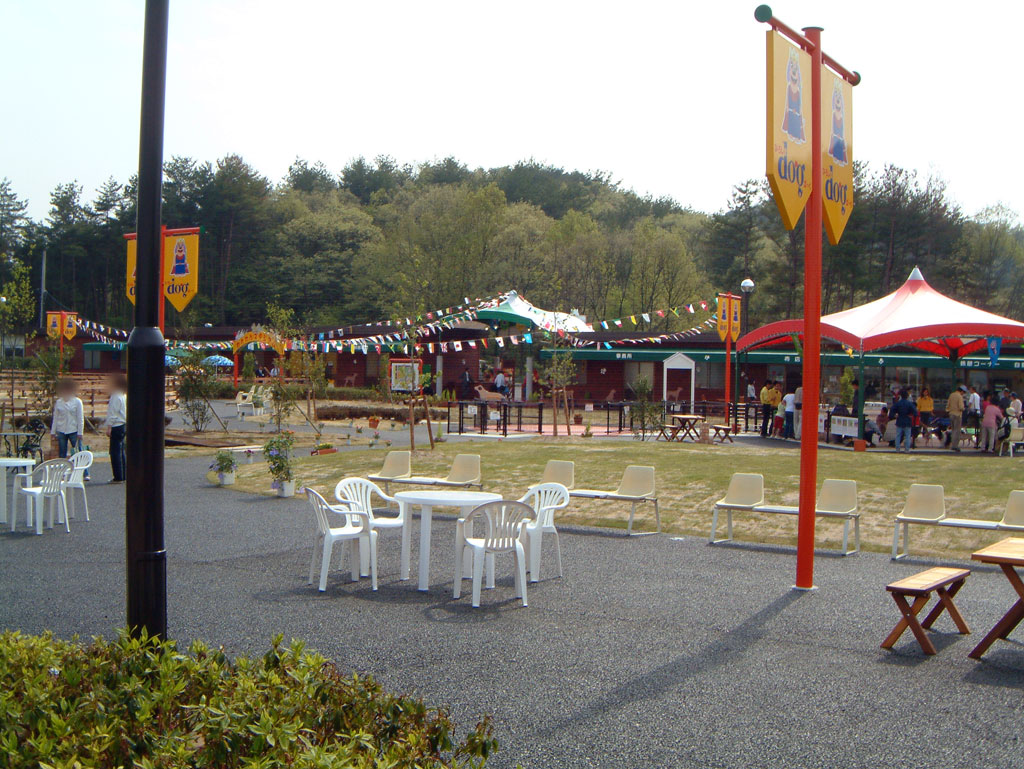
オープン当日の様子(1)

ひろしまドッグぱーく（Hiroshima Dog Park）は、かつて広島市佐伯区湯来町大字白砂にあった、犬のテーマパークである。

## 開園当時の概要

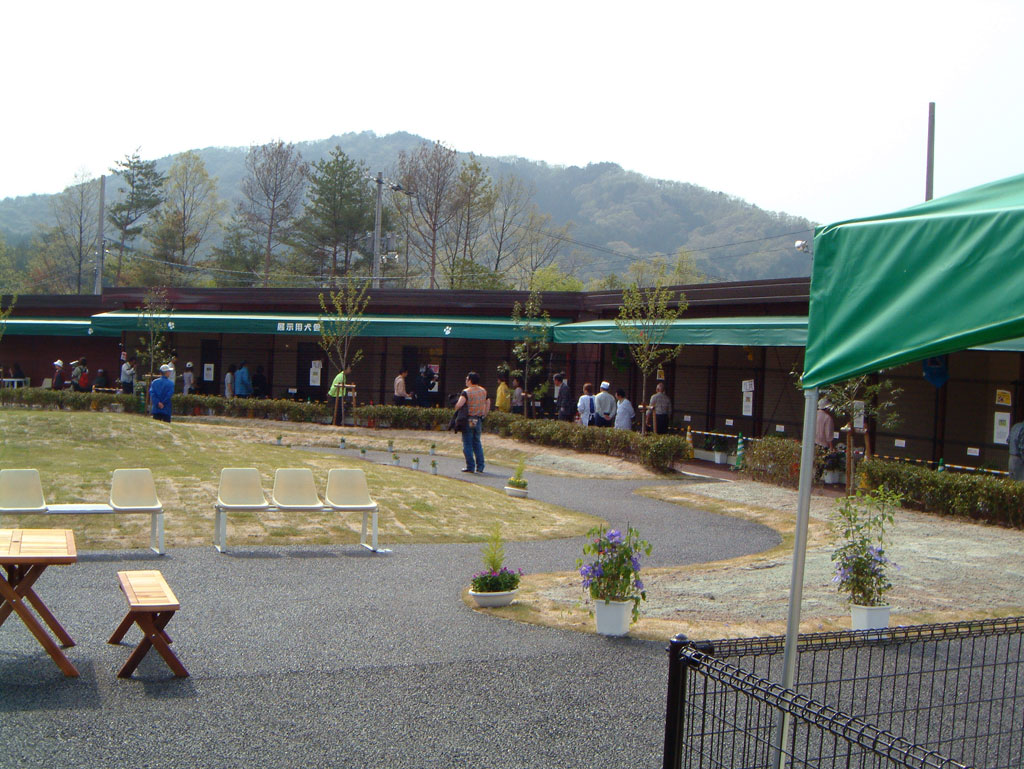
オープン当日の様子(2)

2003年（平成15年）4月に広島県佐伯郡湯来町（開園当時）の産業廃棄物の埋立地に開園した。土地の地主である山陽工営と、犬を所有・管理するドッグプロダクションが共同経営する形態であった。自然・人間・動物の共生をテーマにした公園で、世界中から80種類250頭の犬が集められた。4万5000平方メートルの広島市民球場約2倍の敷地内に、犬といっしょに遊べるふれあい牧場、ドッグレース場、お散歩コース等が整備された。世界の名犬・珍犬の展示棟、子犬の販売コーナーもあった。

## 閉園後の放置問題
しかし、交通アクセスや立地条件が良くなかったことから、入場者数が年々減少するようになり、開園からわずか2年後の2005年（平成17年）6月で閉園した。閉園後、地主の大前コーポレーション（山陽工営からの営業譲渡により当該土地を取得したが、両社の経営者は実質同じ）はドッグプロダクションに対して立ち退きを求めたが、引き続き滞在した。閉園後は5人のスタッフにより犬の管理が行われていた。2005年（平成17年）9月より、広島市の動物管理センターはドッグプロダクションに対して、計23回の指導を行った。一部の犬は引き取られ、2006年（平成18年）にドッグプロダクションのスタッフの名前で100匹の里親捜しをしていた。
2006年（平成18年）8月に大阪の動物愛護団体「アーク・エンジェルズ（現・エンジェルズ）」をはじめとして、駆けつけたボランティア1000人以上による支援を開始した。調査により、敷地内に埋められた死亡した犬は40匹を超え、生き残った犬たちも大半が衰弱しきっていた。その後、ドッグプロダクションは犬の所有権を放棄、その数580頭であった。その後動物愛護団体が全国から寄せられた支援物資、支援金を用い、ボランティアを取りまとめる形で飼養管理していた。
10月21日および22日には現地での犬の譲渡会が行われ、300頭以上の犬が里親に引き取られた。譲渡の条件として譲渡する犬の避妊および去勢を求められ、犬および里親となった人・家族についての詳細情報は動物愛護団体が把握するところとなった。
広島県警は2006年（平成18年）12月14日に動物愛護法違反の疑いで運営会社などを家宅捜索し、2007年（平成19年）8月13日に同法違反と廃棄物処理法違反で元代表が書類送検された。

## 動物愛護団体の問題
2006年（平成18年）11月27日の『ムーブ!』（朝日放送）で、動物愛護団体「アーク・エンジェルズ」の代表（林俊彦氏）がドッグぱーくの地権者の会社社長に対して恐喝紛いの言葉で金銭を要求（会社社長は12月1日に警察に恐喝未遂の被害届を提出、その後不起訴。）し、今回の事案に対して寄せられた寄付金に手をつけず、団体の活動資金に流用しようとしていることを放送。同年11月28日『HOME Jステーション』（広島ホームテレビ）も同様の内容が取り上げられている。12月12日に釈明会見を同団体代表が行い、ひろしまドッグぱーくからの年内撤退や6,000万円の支援金については支援者と共に決めるとした。12月16日には、保護している犬の連れ出しを巡り暴行事件が発生。アーク・エンジェルズのメンバーと地元ボランティアの両名が逮捕された。
その後、団体代表は『ムーブ!』（朝日放送）に対して放送倫理委員会（ＢＰＯ）に提訴した。
結果、一部、行き過ぎた取材を認めるものの処分は行われなかったが『ムーブ!』（朝日放送）は放送を終了した。
2007年（平成19年）2月21日に、アーク・エンジェルズに寄付を行った元支援者数人が、寄付金の不正流用を疑い、返還を求めて大阪地方裁判所大阪地裁に提訴。同年8月13日に、広島県警はアーク・エンジェルズの代表を恐喝未遂の疑いで書類送検した。その後、寄附金返還訴訟も原告敗訴が確定。一部、道義的責任を認める。恐喝罪についても不起訴処分が決定。
アーク・エンジェルズはこの騒動後に滋賀県高島市で土地を購入し、そこで皮膚病疥癬治療中の犬数十頭を飼育する計画を明らかにするが、汚水の浸透処理による環境汚染などを心配する地元住民から反対を受けている。住民との合意が得られないまま同年10月7日深夜に強引に犬を連れ込もうとしたが、高島市市長も加わった住民によるバリケードによって犬の搬入は阻止された。しかしその後数か月のうちに、10数頭の犬の搬入が行われる。地元住民との対立を深める中、実質的な施設運営が開始された。
無断で公道を占拠した高島市の海東市長はその後、市長室にて団体代表に謝罪を表明し、議事録に残すべく、市議会でも謝罪を表明した。
同年12月27日に、18匹（うち14匹は既に別々の一般家庭に引き取られて飼われている）の犬の譲渡を巡り、所有権を争っていた裁判に一審判決が出る。判決では所有権そのものは、既に各家庭に引き取られている14頭を含めて18頭全てが原告であるアーク・エンジェルズ（代表・林俊彦）にあることが認められたが、14頭については、返還されない場合の高額な賠償金については原告の主張は退けられ、各犬一万円という結果になった。
2010年2月5日に大阪地裁で、前記の寄付金返還訴訟について、原告敗訴の判決が言い渡される。